# 吉川信幸
吉川 信幸（よしかわ のぶゆき、1975年12月28日（49歳） - ）は、滋賀県湖南市出身の映画監督・広告プランナー。血液型A型。

## 概要
水口東高校を経て、2001年、神戸大学理学部数学科卒。広告プランナーとして会社員をしながら、映画監督としても活躍。

## 作品

### 映画
- 「負け犬ロック」（2004年、監督）
- 「Good Morning,Good Days」（2004年、監督）
- 「Hello Horizon」（2005年、監督）
- 「父と飲む」（2005年、監督）
- 「ナポリタンデイズ」（2006年、監督）
- 「夕凪にこだまする」（2007年、監督）
- 「いつかのピクニック」（2012年、監督）
- 「浪漫をみつけた」（2016年、監督）
- 「はじまりの唄」（2020年、監督）